# كناران (شميل)
کناران (بالفارسية: کناران) هي قرية تقع في إيران في قسم شمیل الريفي. يقدر عدد سكانها بـ 149 نسمة بحسب إحصاء 2016.